# Capsa de mistos

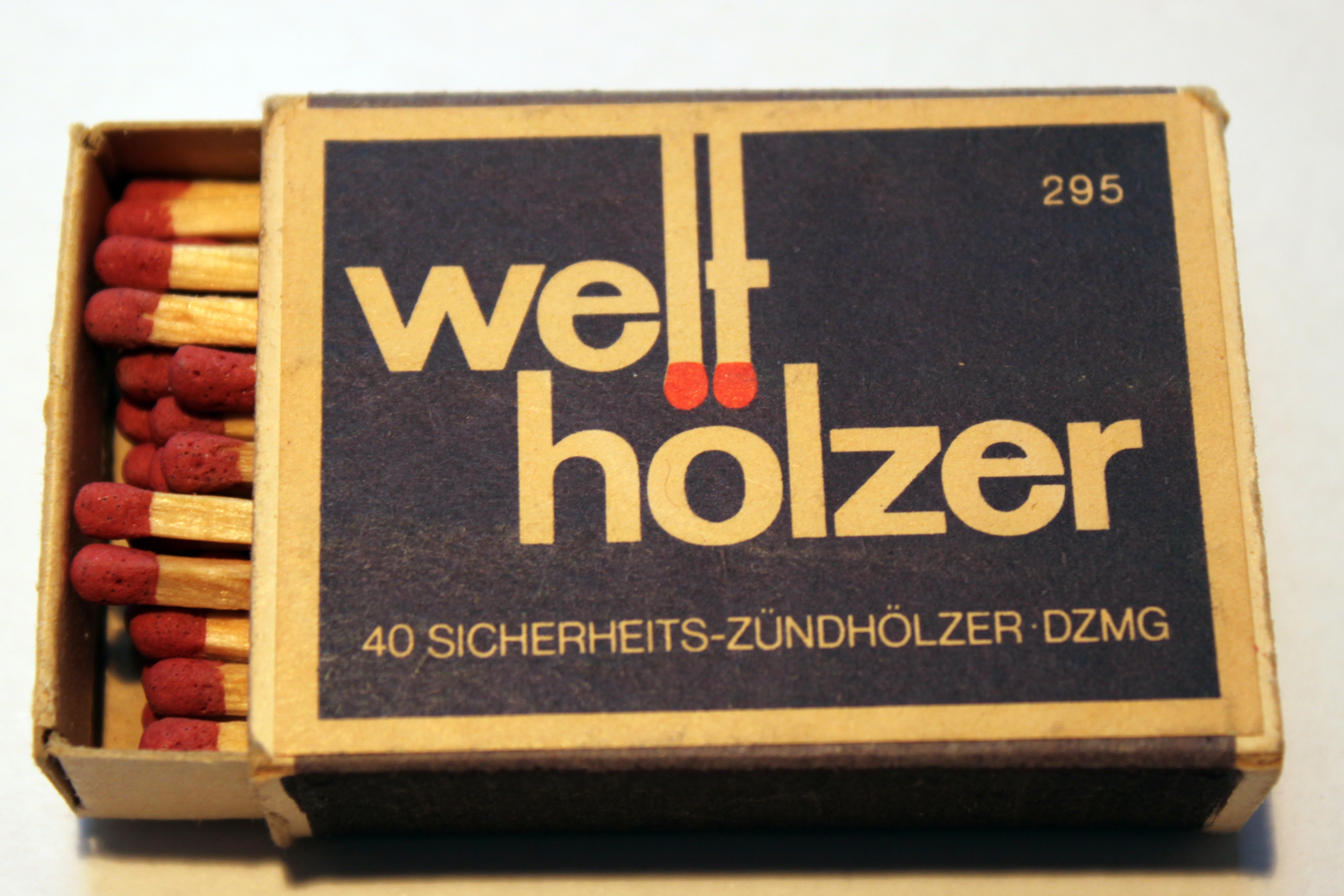
Capsa de mistos alemanya

Una capsa de mistos o capsa de llumins és un estoig o capsa feta de cartró o fusta fina i dissenyada per col·locar-hi els mistos. Normalment té una superfície especial en una vora per encendre els mistos continguts a l'interior.
Es fa servir generalment per portar mistos a la butxaca, amb forma de capsa de cartolina amb calaix separat que corre dins la coberta, o bé una funda plegable la tapa de la qual, es plega sobre l'altre meitat, fent de protecció per als mistos. També es fan capses de mistos cilíndriques amb tapa 

## Tipus
Hi ha capses de mistos de metall (del tipus exposat o d'altres diferents), de cautxú, de fusta, nacre, ivori, d'os, de cel·luloide, etc. de vegades amb formes molt capritxoses, algunes de les quals tenen a més un cilindre buit on s'allotja una metxa nitrada perquè pugui encendre's quan fa vent.
A banda de les capses de butxaca esmentades, hi ha capses de mistos de sobretaula, per penjar a la paret, fixes en una palmatòria, etc. Els primers són capses d'alguna capacitat, de fustes fines, de vidre tallat, etc., sense tapa o amb tapa a xarnel·la, sent l'única condició que tanquin bé i que tinguin força pes al fons perquè en rascar el llumí no es moguin. Les capses de mistos penjades a la pared es fan servir a les cuines, són de fusta de freixe generalment, no tenen tapa i de la capsa surt per la cara posterior un ganxo o forat que serveix per penjar-les de la paret.
Tots els capses de mistos han de tenir un raspador per poder fregar-hi el cap del llumí per encendre'l. Les capses ordinàries de cartró la porten en un o dos costats. Les capses metàl·liques tenen per raspador una raspa que se sol col·locar al cantell, en una ranura feta a aquest efecte. La raspa pot estar mecanitzada al mateix metall o ser una làmina metàl·lica, soldada o enganxada.
Als capses de mistos de taula o penjats el raspador sol ser de paper de vidre, enganxat a la part més visible i al capdavant de la capsa.

## Llibret de mistos

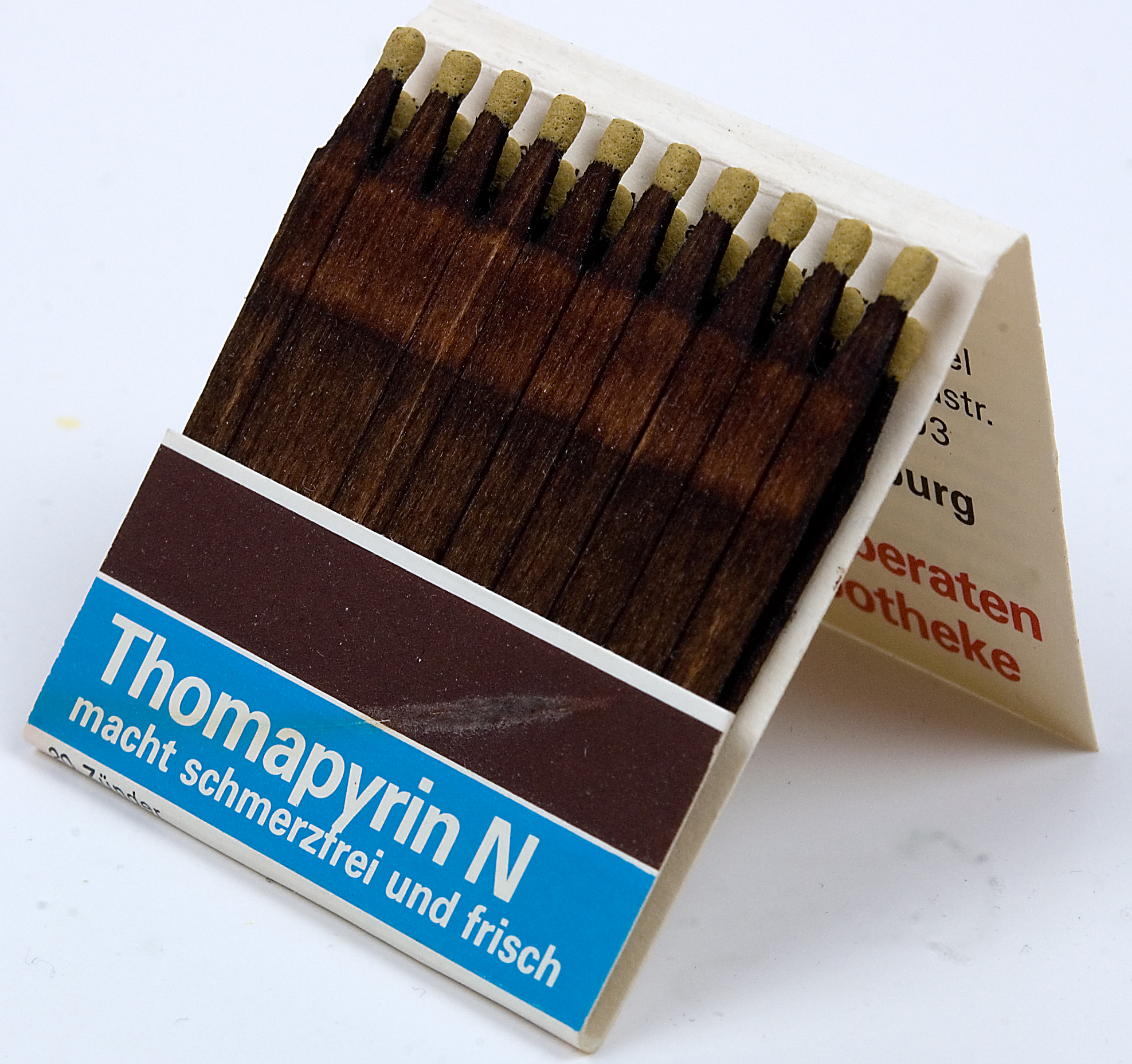
Llibret de mistos (obert)

Un llibret de mistos és una petita carpeta de cartolina que conté mistos units per la base i té una superfície per poder friccionar en l'exterior. El llibret s'obre per a accedir als mistos, que estan col·locats en forma de pinta i han d'arrencar-se abans del seu ús, a diferència dels d'una capsa de mistos estàndard on estan empaquetats de manera solta en el calaixet que es pot desplaçar amb el dit.

## Col·leccionisme
En anglès existeix el terme Phillumeny, que és l'afició de col·leccionar diferents articles relacionats amb els mistos capses de mistos, etiquetes de capses de mistos, llibretes de mistos, tapes de mistos, capses de mistos, etc.
Al Japó, Teiichi Yoshizawa va figurar al Llibre Guinness dels Rècords com el millor coleccionista de mistos del món. A Portugal, Jose Manuel Pereira va publicar una sèrie d'àlbums per catalogar i mostrar col·leccions de capses de mistos anomenats "Phillalbum".

## Literatura
Els mistos i les capses de mistos han estat protagonistes de diverses obres literàries.
- 1845. La petita venedora de llumins (títol original en danès, Den lille Pige med Svovlstikkerne) és un conte escrit per Hans Christian Andersen. El conte parla de llumins individuals, agrupats en petits manats. No pas en capses.
- 1868. The Little Matchbox-makers.[8]
- 1874. «La boite d’allumettes».[9]
- 1891. Historia de una caja de cerillas.[10]
- 1908. "To build a fire " de Jack London.[11] El conte parla d'un grapat de mistos, sense capsa.[12]

## Jocs infantils
- Flèndit.[13]
- Joc de les capses de mistos.[14]